# Лий Даниел Крокър
Лий Даниел Крокър (на английски: Lee Daniel Crocker) е американски компютърен програмист. Известен основно с приносите си при разработването на мащабируемостта на софтуера, с който днес работи Уикипедия. Софтуерът първоначално се нарича „Фаза III“, стартира през юли 2002 г. и става основа върху създаването на безплатния софтуер с отворен код „МедияУики“. До 2012 г. хранилището на кодове на „МедияУики“ се нарича phase3, след което преминава от Subversion към Git.
Лий Даниел Крокър е съавтор на спецификацията PNG и също така участва в създаването на файловите формати GIF и JPEG. Изобретява метода за компресиране с предварително филтриране на променлива за сканиране, използван от PNG, евристика за сумиране на абсолютни стойности, използвана от много програми за кодиране. През 1998 г. той е сред 23-мата създатели на „Декларацията за трансхуманизъм“. От 1999 г. е член на футуристичното общество екстропианство.
През юни 2010 г. той е сред признатите от Групата потребители на софтуерни инструменти (STUG) за основни приноси в „МедияУики“, когато се награждават „МедияУики“ и Фондация „Уикимедия“ с наградата USENIX Advanced Computing Technical Association STUG за „най-големите съвместно редактирани свързани проекти в света, в това число Уикипедия“.